# Mike Bernardo
Pour les articles homonymes, voir Bernardo.
 (juin 2019).
Si vous disposez d'ouvrages ou d'articles de référence ou si vous connaissez des sites web de qualité traitant du thème abordé ici, merci de compléter l'article en donnant les références utiles à sa vérifiabilité et en les liant à la section « Notes et références ».
Michael « Mike » Bernardo (28 juillet 1969 - 14 février 2012) était un kickboxeur et boxeur sud-africain originaire du Cap. Bernardo était connu au Japon sous le nom de Beru-chan, où il participait au K-1 World Grand Prix depuis 1994.  Il détient des victoires notables sur Mirko Cro Cop, Andy Hug, Francisco Filho, Branko Cikatic, Stan Longinidis et trois victoires consécutives sur Peter Aerts, légende du K-1.

## Biographie
D'origine italienne et anglaise, Mike Bernardo est né à Fish Hoek, près du Cap, le 28 juillet 1969. Son nom de famille était en réalité Barnardo, mais la plupart des gens le connaissaient sous le nom de Bernardo. Quand il était plus jeune, des brutes s'en prenaient souvent à lui et le frappaient. Bernardo a commencé le Kyokushinkai pour se défendre face à ses intimidateurs : « J’ai commencé le karaté quand j’avais 12, 13 ans. La raison pour laquelle j'ai commencé était parce que, jeune, j'étais assez grand mais pas fort. Beaucoup d'enfants à l'école étaient dans des gangs et ils s'en prenaient toujours à moi et me tabassaient parce que j'étais un grand gars afin de pouvoir prouver à leurs amis qu'ils étaient plus forts. J'ai pris des leçons d'arts martiaux et je suis retourné à l'école et quand ils ont commencé à s'en prendre à nouveau à moi et à essayer de me battre, je les ai tous battus. ».
En tant que sportif complet, Mike Bernardo a essayé de faire le plus de sports possible. Outre le karaté, il a commencé à surfer à l'âge de six ans et a pratiqué de nombreux autres sports, mais celui qu'il aimait le plus était le rugby. Après avoir été exclus parce qu'il s'était battu, Bernardo savait qu'il devait passer du rugby aux sports de combat. 

### Carrière de kickboxeur
C’est sous la direction de l’ancien champion de boxe Steve Kalakoda que Mike Bernardo a reçu son entraînement de kickboxing. Il a rencontré Kalakoda pendant son service militaire obligatoire, où ce dernier était instructeur d’entraînement physique dans la marine. Bernardo a rapidement acquis une réputation effrayante de combattant qui frappait fort. Après des combats en Afrique du Sud, en Italie et en Russie, Bernardo a été invité par l'un des promoteurs anglais à se battre en K-1. Il a fait ses débuts au K-1 World Grand Prix 1995 contre Andy Hug.  Bernardo a remporté une victoire marquante avec un arrêt de l'arbitre à la troisième reprise. 
L'un de ses plus grands succès est survenu tôt dans sa carrière. En 1996, à peine un an après ses débuts en K-1, Mike Bernardo participe au K-1 World Grand Prix pour la deuxième fois. Bernardo est confronté à une tâche difficile, car il rencontre Peter Aerts au premier combat du tournoi.  Comme il l’avait fait contre Hug un an plus tôt, Bernardo détrompe ses détracteurs avec un énorme direct du poing droit qui met l’ancien champion du K-1 World Grand Prix hors de combat. Bernardo se rend en finale cette année-là, perdant finalement contre Andy Hug dans un grand combat. L'autre grand succès de Bernardo a lieu en 2000 lorsqu'il remporte le K-1 World Grand Prix à Fukuoka, en battant Jörgen Kruth, Andrew Thompson, puis Mirko Cro Cop en finale. Il remporte les trois combats de cette soirée par KO. Faux crocop corner stoppage
Bien qu'il n'ait jamais remporté la couronne du K-1 World Grand Prix, Bernardo a prouvé qu'il pouvait rivaliser avec les meilleurs combattants. Au cours de sa carrière, il a affronté tous les meilleurs combattants du K-1, y compris Jerome Le Banner, Andy Hug, Peter Aerts, Ernesto Hoost et Francisco Filho. Et, à un moment de leur carrière, chacun d'entre eux s'est fait mettre KO par Bernardo. Au soir du Nouvel An 2004, Bernardo doit affronter le combattant nigérian Bobby Ologun à l'occasion du « K1-Dynamite! » mais il n'a pas pu participer à l'événement en raison d'une blessure au cou et s'est retiré du K-1.

### Carrière de boxeur
En plus de sa carrière dans le K-1, Mike Bernardo fait ses débuts en boxe professionnelle le 28 février 1993, contre Delius Musemwa. Mike réussit à mettre Delius KO dans la troisième reprise. Lors de son deuxième combat, le 7 avril 1993, il perd par KO technique (TKO pour technical knockout) à la première reprise contre Anton Nel, un adversaire pourtant plus léger. Après une série de victoires, il remporte le titre vacant de la WBF contre le combattant tchécoslovaque Dan Jerling en le battant dans la sixième reprise par KO. Le combat a eu lieu en mai 2000. En 2001, le 8 juin, Mike Bernardo défend son titre WBF contre Peter McNeeley au Cap et assomme McNeeley en 41 secondes seulement. En mai 2002, en raison de son inactivité prolongée, Bernardo perd sa ceinture.

### Religion
Mike Bernardo était un homme profondément religieux. Sa croyance en Dieu a joué un rôle important dans sa carrière de combattant et dans sa vie : « Avant le combat, je dis une prière pour que Dieu nous garde tous les deux en sécurité. Et sa volonté était faite. Dans mon cœur, il n'y a pas de vengeance, je ne veux pas infliger de douleur simplement parce que je veux infliger de la douleur, mais parce que je veux rivaliser avec la personne avec laquelle je rivalise. Nous sommes tous les deux concurrents dans le même travail et nous utilisons nos compétences pour savoir qui est meilleur que l'autre ce jour-là. Mon message est qu'il y a de l'espoir pour nous tous, il y a de l'espoir pour chacun. Jésus est le sauveur et il est le moyen d'offrir l'espoir, l'amour et aussi l'espoir de guérir. Et avec lui en nous, nous pouvons réaliser tout ce que nous voulons réaliser. C'est mon message. ».

### Décès
Après que Mike Bernardo a terminé sa carrière de combattant, il a étudié et obtenu son diplôme de psychologue clinicien. Il avait un cabinet à Lakeside Cape Town où il donnait des conseils sur les traumatismes et les addictions à des jeunes en difficulté. Il a également démarré une société de promotion du MMA avec son ancien entraîneur Steve Kalakoda. On le voyait souvent se promener dans la péninsule du Cap avec son chopper « Dragonslayer » personnalisé. Au cours des deux dernières années de sa vie, il a lutté contre une profonde dépression et une anxiété qui lui auraient été causées par les nombreuses brimades subies durant son enfance et son adolescence. Le 14 février 2012, Bernardo est retrouvé mort par sa famille dans son appartement à Muizenberg. La cause de sa mort n'est pas certaine. 